# Цимбал, Александр Константинович
Александр Константинович Цимбал (28 октября 1920 года, деревня Николаевка, Камышинский уезд, Саратовская губерния — 25 апреля 1986 года, Златоуст, Челябинская область) — слесарь завода № 385 Государственного комитета по оборонной технике СССР, Челябинская область. Герой Социалистического Труда (1963).

## Биография
Родился в 1920 году в крестьянской семье в деревне Николаевка Камышинского уезда (сегодня — Камышинский район Волгоградской области).
Окончил семилетнюю школу при детском доме в Сталинграде, затем — школу фабрично-заводского обучения. В октябре 1942 года эвакуировался в Златоуст, где стал трудиться слесарем-наводчиком на заводе № 385 (сегодня — Златоустовский машиностроительный завод). В 1960 году назначен бригадиром слесарем-наводчиков цеха № 23 этого же завода, который выпускал ракетные комплексы стратегического назначения для Военно-морского флота.
Добился выдающихся трудовых результатов. Указом Президиума Верховного Совета СССР (с грифом «не подлежит опубликованию») от 28 апреля 1963 года «за большие заслуги в деле создания и производства новых типов ракетного вооружения, а также атомных подводных лодок и надводных кораблей, оснащенных этим оружием, и перевооружения кораблей Военно-Морского Флота» удостоен звания Героя Социалистического Труда с вручением ордена Ленина и золотой медали Серп и Молот.
После выхода на пенсию проживал в Златоусте. Скончался в апреле 1986 года. Похоронен на Орловском кладбище в Златоусте.